# 1594 na literatura

## Publicações
- William Shakespeare
  - Tito Andrônico
  - O Estupro de Lucrécia